# Kimon (Stempelschneider)

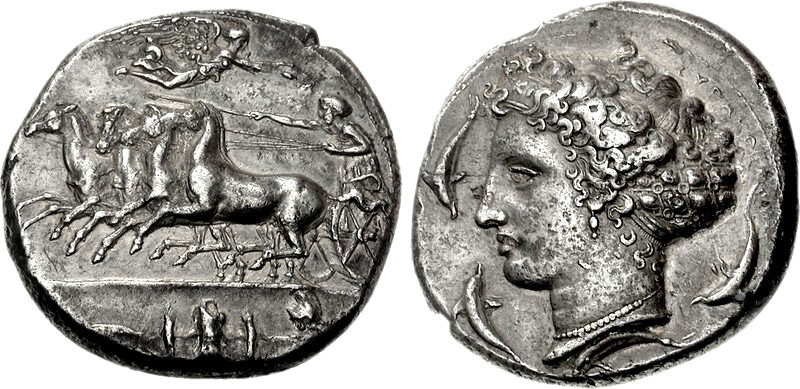
Dekadrachme des Kimon

Kimon (altgriechisch Κίμων) war ein griechischer Münzstempelschneider, der in der Zeit zwischen 415 und 400 v. Chr. im sizilischen Syrakus tätig war.

## Leben und Werk

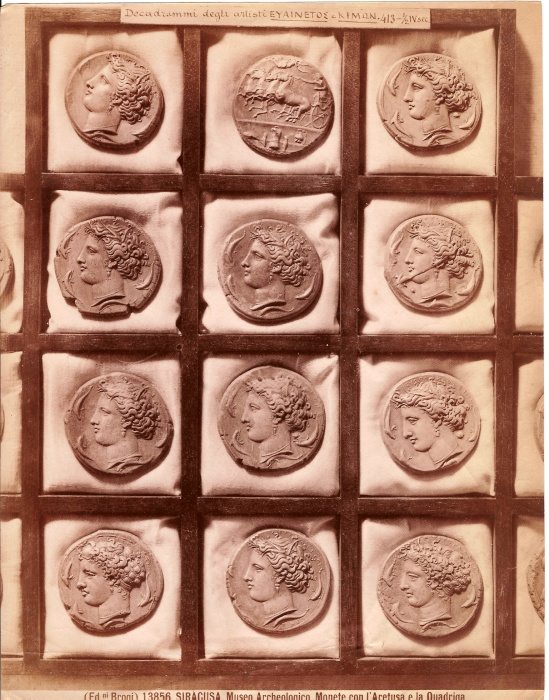
Dekadrachmen des Euainetos und des Kimon

Kimon war der Schöpfer der ersten Dekadrachmen von Syrakus sowie der erste Stempelschneider, der den Kopf der für Syrakus’ Münzen charakteristischen Göttin Arethusa in Vorderansicht wiedergab. Er hat seine Signatur auf vielen Münzstempeln hinterlassen. Hier zeigte er wie auch bei anderen Details sein filigranes Können. So setzte er seine Signatur bei der Vorderseite der ersten Dekadrachmenserie in winzigen Buchstaben auf einen der Segmentbalken unter den Pferden der im Zentrum dargestellten Quadriga. Auf der Rückseite signierte er zudem mit den Buchstaben ΚΙΜ auf dem Stirnband der Göttin. Bei den Rückseitenstempeln der späteren Serien signiert er auch hier mit vollem Namen, nun auf einem Delfin unter dem Halsabschnitt. Bei den Stempeln mit der Frontalansicht der Arethusa signiert er wieder auf dem Stirnband der Göttin. Diese Tetradrachmenstempel schuf Kimon als Vorderseitenstempel, nachdem die alten Rückseitenstempel mit der Darstellung des Thamakopfes, Werke des Stempelschneiders Eukleidas, entzweigegangen waren. Zu dieser Zeit schuf Kimon auch die ersten Stempel für die ersten Syrakuser Goldmünzen mit einem Wert von 100 Litre. Er signierte sie mit einem schlichten Κ, mit ΚΙ oder ΚΙΜ. Doch nach recht kurzer Zeit übernahm Euainetos die Gestaltung der Goldmünzen. Kimon gestaltete daneben auch Münzen geringerer Nennwerte, zudem sind nicht alle seine Stempel signiert.
Kimon spielte vor allem bei seinen Göttinnenporträts mit der Plastizität, die ihm das hohe Münzrelief bot. Anders bei den Münzen mit den frontalen Arethusa-Darstellungen. Hier greift Kimon zu sanfteren Mitteln, etwa der Andeutung der flatternden Haare, aus denen zudem Delphine auftauchen, um Effekte zu schaffen. Die Assoziation dieser Effekte mit Wind und Meer liegt nahe. Die Quadriga zeigt er wiederum bei voller Fahrt und erreicht damit einen äußerst dynamischen Effekt. Ein Novum ist die Darstellung eines Viergespanns, das um eine Kurve sprengt, von einer fliegenden Nike begleitet wird und auf dem sich der Wagenlenker mit flatternden Haaren zu seinen Verfolgern umdreht. Kimon lebte in Syrakus zu einer Zeit, als die Stadt besonders erfolgreich war. 413 v. Chr. schlug man etwa die Athener im eigenen Syrakusaner Hafen. Die ungewöhnliche Form der Dekadrachmen wie auch die Ausgabe von Goldmünzen hängen wohl mit diesem Erfolg zusammen. Anders als etwa Euainetos oder Phrygillos arbeitete Kimon ausschließlich für die Syrakusaner Münze. Hier konnte er dank der äußeren Umstände sein Können ganz entfalten. Seine Schöpfungen gelten nicht nur als zu den besten Werken der griechischen Münzkunst gehörig, seine Münzstempel gehören auch zu den höchstrangigen griechischen Kunstwerken des letzten Viertels des 5. Jahrhunderts v. Chr.